# Phaegorista helcitoides
Phaegorista helcitoides är en fjärilsart som beskrevs av Herman Dewitz 1879. Phaegorista helcitoides ingår i släktet Phaegorista och familjen nattflyn. Inga underarter finns listade i Catalogue of Life.